# Simon Pellaud
Simon Pellaud (Martigny, 6 november 1992) is een Zwitserse wielrenner. Hij combineert het Wegwielrennen met het Gravelfietsen. 

## Palmares

### Gravel
2025 - 7 zeges
2e, 4e, 5e en 7e etappe Transcordilleras
Eindklassement Transcordilleras
Gravel World Series Gravel Brazil
Festivus of Gravel

### Wegwielrennen
2013 - 1 zege
 Zwitsers kampioen op de weg, Beloften
2017 - 1 zege
2e etappe Ronde van Rwanda
2018 - 1 zege
9e etappe Ronde van Hainan
2019 - 3 zeges
1e etappe Ronde van Loir-et-Cher
 Bergklassement Ronde van Romandië
Ardense Pijl
 Eindklassement Ronde van de Mirabelle
2021 - 1 zege
8e etappe Ronde van Táchira
2023 - 1 zege
  Eind- en bergklassement Ronde van Bretagne
 Bergklassement Ronde van Langkawi
2025 - 1 zege
1e etappe Ronde van Thailand

## Resultaten in voornaamste wedstrijden
| Jaar | Ronde van Italië | Ronde van Frankrijk | Ronde van Spanje |
| ---- | ---------------- | ------------------- | ---------------- |
| 2015 |                  |                     | 119e             |
| 2016 |                  |                     | 105e             |
| 2017 |                  |                     |                  |
| 2018 |                  |                     |                  |
| 2019 |                  |                     |                  |
| 2020 | 71e              |                     |                  |
| 2021 | 69e              |                     |                  |
| 2022 |                  |                     |                  |
| 2023 |                  |                     |                  |

| Jaar | Milaan-San Remo | Gent-Wevelgem | Ronde van Lombardije | Strade Bianche | Parijs-Tours |  | WK op de weg |
| ---- | --------------- | ------------- | -------------------- | -------------- | ------------ |  | ------------ |
| 2015 |                 |               |                      |                | 28e          |  |              |
| 2016 |                 | 82e           |                      |                | 79e          |  |              |
| 2017 |                 |               |                      |                |              |  |              |
| 2018 |                 |               |                      |                |              |  |              |
| 2019 |                 |               |                      |                |              |  |              |
| 2020 |                 |               | opgave               | 40e            |              |  | opgave       |
| 2021 |                 |               |                      | opgave         |              |  |              |
| 2022 | 133e            |               |                      |                |              |  | 88e          |
| 2023 |                 |               | opgave               | 96e            |              |  |              |

## Ploegen
- 2011 –  Atlas Personal (stagiair vanaf 1 augustus)
- 2012 –  Atlas Personal-Jakroo
- 2014 –  IAM Cycling (stagiair vanaf 1 augustus)
- 2015 –  IAM Cycling
- 2016 –  IAM Cycling
- 2017 –  Team Illuminate
- 2018 –  Team Illuminate
- 2019 –  IAM Excelsior
- 2020 –  Androni Giocattoli-Sidermec
- 2021 –  Androni Giocattoli-Sidermec
- 2022 –  Trek-Segafredo
- 2023 –  Tudor Pro Cycling Team
- 2024 –  Tudor Pro Cycling Team
- 2025 –  Li Ning Star

Aregger · Brändle · Chavanel · Chevrier · Clement · Coppel · Degand · Denifl · Devenyns · Elmiger · Enger · Frank · Fumeaux · Haussler · Hollenstein · Kluge · Lang · Pantano · Pellaud · Pelucchi · Pineau · Reichenbach · Reynés · Saramotins · Schelling · Tanner · Vangenechten · Warbasse · Wyss
Aregger · Brändle · Chevrier · Clement · Coppel · Denifl · Devenyns · Elmiger · Enger · Frank · Fumeaux · Haussler · Hollenstein · Howard · Kluge · Laengen · Lang · Naesen · Pantano · Pellaud · Pelucchi · Reynés · Saramotins · Tanner · Vangenechten · Warbasse · Wyss · Zaugg
Barón · Brown · Castiblanco · Cazzaro · Evans · King · Laas · McCutcheon · Neagos · Pellaud · Piper
Aberasturi · Baroncini · Bernard · Brambilla · Brustenga · Cataldo · Ciccone · Egholm · Elissonde · Gallopin · Gebreigzabhier· Hellemose · Hoelgaard · Hoole · Kamp · Kirsch · Liepiņš · López · Mollema · Mosca · Moschetti · Pedersen · Pellaud · Simmons · Skjelmose Jensen · Skujiņš · Stuyven · Theuns · Tiberi · Tolhoek · Vergaerde · Nys (stagiair) · Vacek (stagiair)
Bohli · Brun · Charrin · de Kleijn · J. Eriksson · L. Eriksson · Froidevaux · Heming · Kamp · Kelemen · Kluckers · Kolze Changizi · Pellaud · Pluimers · Reichenbach · Suter · Thalmann · Voisard · Wilksch (vanaf 5/8) · Wirtgen · Zijlaard
Bohli · Brenner · Brun · Charrin · Dainese · de Kleijn · J. Eriksson · L. Eriksson · Froidevaux · Heming · Kamp · Kelemen · Kluckers · Kolze Changizi · Krieger · Mayrhofer · Pellaud · Pluimers · Reichenbach · Rondel (vanaf 20/7) · Storer · Stork · Suter · Thalmann · Trentin · Voisard · Wilksch · Wirtgen · Zijlaard